# Yehonatan Reisinger
Yehonatan Reisinger (hebräisch יהונתן ריזינגר; auch Yonatan Reisinger; * 21. Juli 2000 in Tel Aviv) ist ein israelischer Eishockeytorwart, der seit 2022 bei den Tel Aviv Admirals in der israelischen Eishockeyliga spielt. Daneben spielt er auch in der Sommerliga „Israel Elite Hockey League“, wo er seit 2021 bei den Jerusalem Capitals auf dem Eis steht.

## Karriere
Yehonatan Reisinger, der aus der Metropole Tel Aviv stammt, begann seine Karriere im Nachwuchsbereich des HC Bat Yam. Von 2015 bis 2018 spielte er für die Europa-Abteilung des Okanagan HC in der Erste Bank Juniors League und der Erste Bank Young Stars League. 2018 wechselte er in die Vereinigten Staaten, wo er für das Hartford Junior Wolfpack in der United States Premier Hockey League auf dem Eis stand. Kurz vor Ende der Spielzeit 2018/19 kehrte er nach Israel zurück und spielte zunächst bei den Cholon Ninjas aus der israelischen Eishockeyliga. Von 2020 bis 2022 stand er für seinen Stammverein aus Bat Yam ebenfalls in der israelischen Liga im Tor, ehe er in seine Geburtsstadt zu den Tel Aviv Capitals wechselte. Daneben spielt er auch in der Sommerliga „Israel Elite Hockey League“, wo er seit 2021 bei den Jerusalem Capitals auf dem Eis steht. 2022 wurde er als bester Torhüter der IEHL ausgezeichnet.

### International
Im Juniorenbereich spielte Reisinger für Israel bei den U18-Weltmeisterschaften 2017, als er zum besten Torwart des Turniers gewählt wurde, und 2018, als er die beste Fangquote des Turniers erreichte, in der Division III sowie bei den U20-Weltmeisterschaften 2018, als er nach seinem Landsmann Raz Werner und dem Isländer Maksymilian Mojzyszek die drittbeste Fangquote des Turniers erreichte, in der Division III und 2019, als er nach dem Serben Jug Mitić und dem Kroaten Domagoj Troha ebenfalls die drittbeste Fangquote des Turniers erreichte und zum besten Spieler seiner Mannschaft gewählt wurde, und 2020 in der Division II.
In den Kader der Herren-Nationalmannschaft wurde Reisinger erstmals für die Weltmeisterschaft der Division II 2019 berufen, kam aber nicht zum Einsatz. Zu seinen ersten beiden WM-Spielen kam er beim Division-II-Turnier 2022. Zudem vertrat er seine Farben bei der Olympiaqualifikation für die Winterspiele in Peking 2022.

## Erfolge und Auszeichnungen
- 2017 Bester Torhüter bei der U18-Weltmeisterschaft der Division III, Gruppe A
- 2018 Beste Fangquote bei der U18-Weltmeisterschaft der Division III, Gruppe A
- 2018 Aufstieg in die Division II, Gruppe B bei der U20-Weltmeisterschaft der Division III
- 2019 Aufstieg in die Division II, Gruppe A bei der Weltmeisterschaft der Division II, Gruppe B
- 2022 Bester Torhüter der „Israel Elite Hockey League“